# Boholmen, Karleby
Boholmen, finska: Lepikkosaari, är en ö i Finland. Den ligger i Bottenviken och i kommunen Karleby i den ekonomiska regionen  Karleby i landskapet Mellersta Österbotten, i den nordvästra delen av landet. Ön ligger nära Karleby och omkring 420 kilometer norr om Helsingfors.
Öns area är 1,9 hektar och dess största längd är 370 meter i sydöst-nordvästlig riktning.